# Gelbbrusttinamu
Der Gelbbrusttinamu (Nothocercus julius) ist ein Vogel aus der Familie der Steißhühner (Tinamidae). Er lebt im nordwestlichen Südamerika in feuchten Wäldern der montanen Stufe. Der Gelbbrusttinamu ist im Gegensatz zu vielen anderen Arten der Familie nicht völlig flugunfähig, aber ein schlechter Flieger.

## Beschreibung
Der Gelbbrusttinamu wird etwa 35 bis 41 cm lang. Der Oberkopf ist matt kastanienbraun. Die Kehle ist weiß, die Brust und das Abdomen sind zimtfarben bis rötlich braun. Nacken und Rücken sind oliv bis rotbraun gefärbt. Die Füße sind graublau, der Schnabel an der Oberseite schwarz, an der Unterseite weißlich mit einer schwarzen Spitze.

## Vorkommen

Verbreitungsgebiet des Gelbbrusttinamus

Der Gelbbrusttinamu kommt in den Anden Zentralkolumbiens, Ecuadors und Perus bis in den äußersten Westen Venezuelas vor. Er lebt in der montanen Stufe bis zu 1700 bis 3350 m Höhe.

## Lebensweise
Wie die meisten Tinamus essen die Gelbbrusttinamus Früchte von niedrigen Büschen. Sie essen auch kleine Mengen von wirbellosen Tieren, Blütenknospen, zarte Blätter, Samen und Wurzeln. Das Männchen brütet die Eier aus. Nach zwei bis drei Wochen schlüpfen die Jungen. Das Nest befindet sich in geringer Höhe zwischen angehobenen Wurzeln.

## Naturschutz
Der Gelbbrusttinamu wird bei IUCN als kaum bedroht eingestuft; er hat ein Verbreitungsgebiet von 110.000 km². Die Population in Peru ist auf kleine Gebiete beschränkt und könnte wegen ihrer abweichenden Färbung (rötlicher Oberkopf) eine eigene Unterart darstellen. Diese wäre wegen ihres kleinen Verbreitungsgebietes stärker gefährdet.

## Referenzen
- BirdLife International (2008). Nothocercus julius. 2006. IUCN Rote Liste der bedrohten Arten, IUCN 2006. www.iucnredlist.org (Abgerufen am 21. Februar 2011)
- Factsheet auf BirdLife International
- Sheila Brands: „Systema Naturae 2000 / Klassifizierung, Genus Nothocercus“. Projekt: Das Taxonomicon taxonomy.nl 14. August 2008 (Abgerufen am 4. Februar 2009)
- James Clements: The Clements Checklist of the Birds of the World. 6. Auflage, Cornell University Press, Ithaca 2007, ISBN 978-0-8014-4501-9.
- S. J. J. F. Davies: Tinamous. In: Michael Hutchins: Grzimek’s Animal Life Encyclopedia Band 8, Vögel I, Tinamous and Ratites to Hoatzins (2. Auflage). Gale Group, Farmington Hills 2002, S. 57–59, ISBN 0-7876-5784-0.

## Weblink
- Nothocercus julius in der Roten Liste gefährdeter Arten der IUCN 2013.2. Eingestellt von: BirdLife International, 2012. Abgerufen am 2. Februar  2014.